# Лу Грэмм
Лу Грэмм (англ. Lou Gramm; род. 2 мая 1950 года, Рочестер, Нью-Йорк, США) — американский софт-рок-певец и автор песен, наиболее известный как солист мейн-рок-группы «Foreigner».

## Биография
Лу Грэмм родился 2 мая 1950 года в Рочестере, штат Нью-Йорк.
Его родителями были певица Никки Мазетта и трубач Бен Грамматико.
Грэмм учился в средней школе Гейтс-Чили в Рочестере, которую окончил в 17 лет, затем специализировавшись в области образования и искусства в Общественном колледже Монро.

## Карьера

### 70-е годы
В возрасте 24-х лет, в 1974 году, Грэмм основал рок-группу «Black Sheep». Коллектив стал первым, подписавшим контракт с лейблом «Chrysalis», выпустившим их первый сингл «Stick Around».
Вскоре после этого первоначального успеха «BS» подписали контракт с Capitol Records, выпустив два альбома подряд: Black Sheep и Encouraging Words.
Когда Грэмм вместе с «BS» был на разогреве у глэм-рок-группы «Kiss», авария с их грузовиком на покрытом льдом Троувэе внезапно завершила тур группы, и в канун Рождества 1975-го «BS» распалась.
Годом ранее Грэмм познакомился со своим будущим коллегой по группе Миком Джонсом.
В тот момент Джонс выступал в Рочестере в составе «Spooky Tooth», и Грэмм подарил Джонсу копию первого альбома «Black Sheep».
Это было в начале 1976 года, вскоре после аварии на грузовике, когда Джонс в поисках вокалиста для новой группы, которую он собирал, проявил интерес к Грэмму и пригласил его на прослушивание. После этого Грэмм отправился в Нью-Йорк и получил вакансию вокалиста.
Затем он взял себе псевдоним, после чего стал Лу Грэммом.
Группа, которая первоначально была известна как «Trigger», позже была переименована в «Foreigner».
Именно с «Foreigner» Грэмм стал одним из самых успешных рок-вокалистов конца 70-х — начала 80-х годов.

### 80-е годы
Первые 8 синглов «Foreigner» попали в «Billboard Top 20», что сделало их первой группой со времен «Битлз», достигшей этой вехи.
Грэмм исполнил вокал во всех хитах Foreigner, включая «Feels Like the First Time», «Double Vision», «Juke Box Hero», «Break It Up», «Say You Will» и «I Don't Want to Live Without You».
Он был соавтором большинства песен группы, включая хитовые баллады «Waiting for a Girl Like You», которая провела 10 недель на втором месте в «American Hot 100 1981/82», и «I Want to Know What Love Is», которая стала хитом #1 в восьми странах.
У Грэмма и Джонса была нестабильная химия: Грэмм хотел, чтобы группа оставалась верной своему более чистому року происхождению, отдавая предпочтение музыке с прочной барабанной и гитарной структурой, в то время как Джонс принял стиль синтезаторных баллад 1980-х годов.
Грэмм назвал альбом «4» «калидой» своей работы с «Foreigner».
Он выпустил свой первый сольный альбом «Ready or Not» 3 января 1987 года, получив признание критиков.
Синглы «Ready or Not» и «Midnight Blue» попали в пятерку лучших.
В том же 1987 году Грэмм записал песню «Lost in the Shadows» в саундтрек к комедийному фильму ужасов «Пропащие ребята».
Вторая сольная работа, «Long Hard Look», включавшая в себя хиты топ-10 «Just Between You and Me» и «True Blue Love», попавшая в топ-40.
Альбом также включал в себя «Hangin' on My Hip», которая была показана в фильме 90-го года «Морские котики

### 90-е годы
Грэмм объявил о своем уходе из «Foreigner» в мае 90-го года из-за разногласий с Джонсом, сосредоточился на своей сольной карьере.
После этого Грэмм сформировал «Shadow King» со своим другом и коллегой по «Black Sheep» Брюсом Таргоном; их одноименный альбом 1991 года был выпущен на «Atlantic Records».
Несмотря на положительные отзывы, группа не получила уровня маркетинговой и рекламной поддержки, необходимой для поддержания нового проекта, и вскоре распалась.
Также, в 91-м, Грэмм написал песню «One Dream» для фильма «Горец 2: Оживление».
Грэмм вернулся в «Foreigner» в 1992 году после урегулирования своих разногласий с Джонсом во время беспорядков в Лос-Анджелесе
Через 4 года, В 1995 году, вместе с Грэммом «Foreigner» выпустили альбом «Mr. Moonlight», который, хотя и был относительно успешным в Европе, не был так широко продаваем в США.
Тем не менее, «До конца времен» вторгся на современное радио, достигнув 8-го места.
В 1996 году Джонс пригласил Грэмма исполнить бэк-вокал на кавер-версии «I Want to Know What Love Is», которую он продюсировал для австралийской певицы Тины Арены. Песня снова стала крупным хитом по всей Европе.
В апреле 1997 года, накануне тура по Японии, у Грэмма была диагностирована доброкачественная опухоль головного мозга, и ему была сделана операция.
Он продолжал работать с Джонсом на протяжении всей своей болезни. К 1998 году Грэмм вернулся в тур.

### С 2000-х годов до наших дней

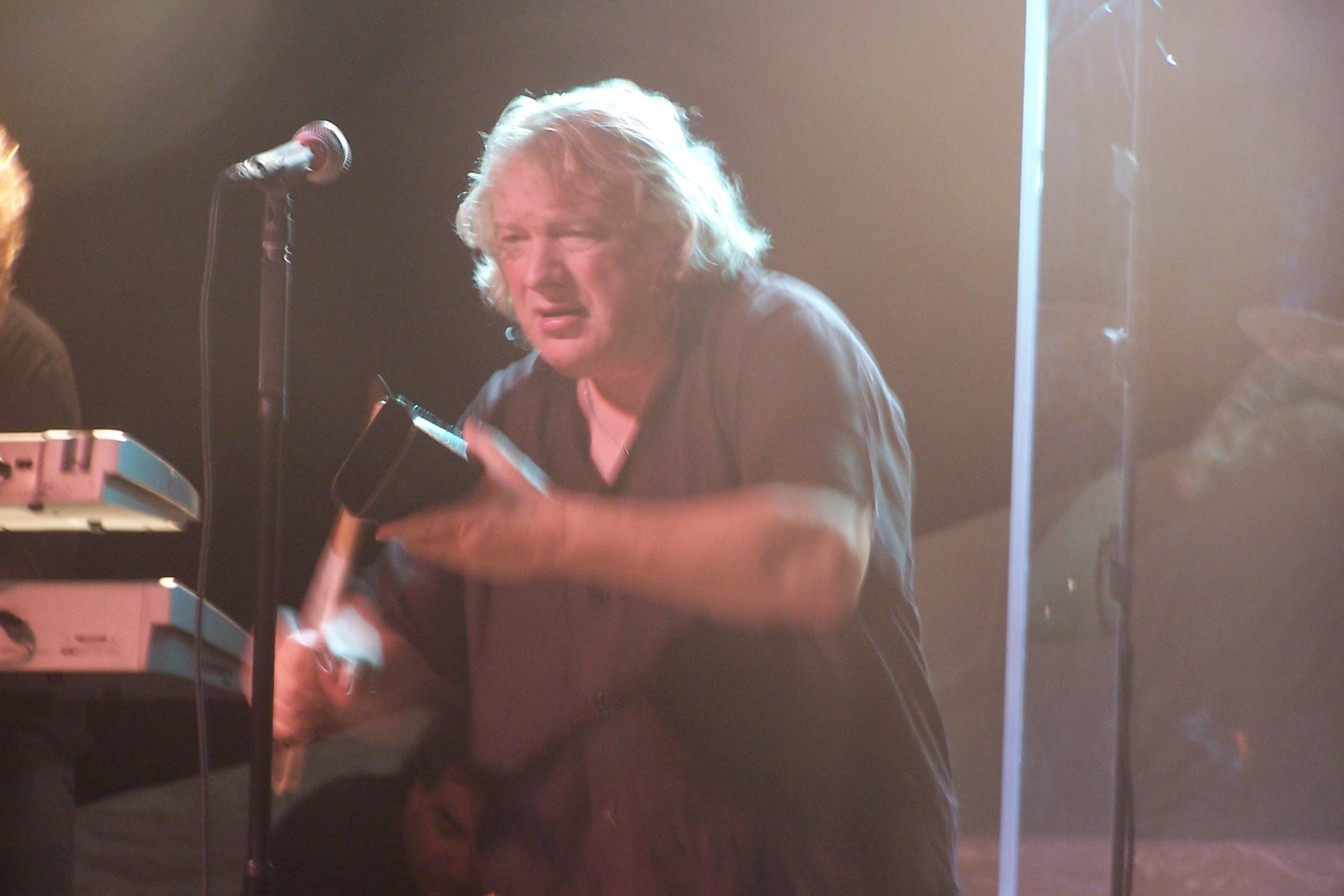
Лу Грэмм выступает в 2007 году.

В 2003 году Грэмм вновь ушел из «Foreigner».
После этого он сформировал «The Lou Gramm Band»
В мае 2013 года Лу Грэмм выпустил свою книгу под названием «Juke Box Hero: мои пять десятилетий в рок-н-ролле», где он рассказывает свою историю.
Грэмм был введен в Зал славы авторов песен 13 июня того же года
20 июля 2017 года Грэмм присоединился к «Foreigner» для трех песен во время выступления на бис в театре «Джонс-Бич» в Лонг-Айленде, штат Нью-Йорк.
29 декабря 2018 года Грэмм объявил на сцене в Скенектади, штат Нью-Йорк, что уходит из гастролей.
Тем не менее, он заявил, что будет продолжать выпускать студийную музыку и время от времени выступать с живыми выступлениями, включая концерт знаменитостей в Акроне, спродюсированный компанией «Howard Perl Entertainment» в интересах детей из детской больницы Акрона..
Грэмм исполнил вокал на треке «Sometimes» с альбома Алана Парсонса The Secret.
Грэмм сказал, что планирует выпустить новый сольный материал позже в том же году.

«Теперь я работаю над некоторыми вещами, которые были дополнительными песнями на моих сольных альбомах» - сказал он.
«Если на альбоме 10 песен, вы обычно записываете 13 и выбираете лучшие 10 или 10 законченных. Итак, остальные 3 сидят уже 25, 30 лет, и я недавно вернулся и послушал их, и они звучали так хорошо, что я их закончил.
Примерно через два месяца, может быть, через три месяца, я выпущу три песни при загрузке и посмотрю, как это сработает. Так что эти песни будут услышаны впервые. А затем через три-четыре месяца будет выпущено еще три новые песни.
Так что это может продолжаться в течение шести или восьми месяцев, и мы посмотрим, что произойдет»

Грэмм также сказал, что он "думает" о выпуске пакета величайших хитов своих работ, не являющихся хитами «Foreigner».

## Личная жизнь
В апреле 1997 года у Грэмма был диагностирована опухоль головного мозга, называемая краниофарингиомой.
Хотя опухоль была доброкачественной, в результате операции был поврежден гипофиз.
Кроме того, программа восстановления привела к тому, что Грэмм набрал вес, что также повлияло на его выносливость и голос.
Наряду с его любовью к музыке, он развил близость к быстрым автомобилям.

В Рочестере, в конце 60-х и начале 70-х было несложно найти летнюю ночную драг-гонку. 

Автомобиль, который выбрал Грэмм, называется «Chevy Nova 396», имеющий мощность в 375 лошадиных сил. Также на авто́ есть заводская печать.
С 2017 года Грэмм женат на Робин Грамматико. У них есть дочь.
У него также есть четверо детей от двух предыдущих браков

## Дискография

### Сольные альбомы
| Название                                | Детали                                                                      | Пик. позиция | Пик. позиция | Пик. позиция |
| Название                                | Детали                                                                      | U.S.         | CAN          | AUS          |
| --------------------------------------- | --------------------------------------------------------------------------- | ------------ | ------------ | ------------ |
| Ready or Not                            | - Выпущен: 3 января 1987 - Лейбл: Atlantic Records - Форматы: CD, cassette  | 27           | 24           | 34           |
| Long Hard Look                          | - Выпущен: 13 октября 1989 - Лейбл: Atlantic Records - Форматы: CD, кассета | 85           | 44           | 56           |
| Lou Gramm Band                          | - Выпущен: 2009 - Лейбл: Spectra Records - Форматы: CD, music download      | —            | —            | —            |
| "—" denotes releases that did not chart |                                                                             |              |              |              |

### Синглы
| Год                                     | Трек                      | U.S. Hot 100 | U.S. MSR | U.S. A.C. | UK singles | Dutch singles | AUS | Album          |
| --------------------------------------- | ------------------------- | ------------ | -------- | --------- | ---------- | ------------- | --- | -------------- |
| 1987                                    | "Midnight Blue"           | 5            | 1        | —         | 82         | 29            | 8   | Ready or Not   |
| 1987                                    | "Ready or Not"            | 54           | 7        | —         | —          | —             | 97  | Ready or Not   |
| 1989                                    | "Just Between You and Me" | 6            | 4        | 4         | —          | —             | 31  | Long Hard Look |
| 1990                                    | "True Blue Love"          | 40           | 23       | —         | —          | —             | —   | Long Hard Look |
| "—" denotes releases that did not chart |                           |              |          |           |            |               |     |                |

### Black Sheep
- 1974: Stick Around / Cruisin' (For Your Love) — сингл
- 1975: Broken Promises — сингл
- 1975: Black Sheep
- 1975: Encouraging Words

### Foreigner
- Foreigner (1977)
- Double Vision (1978)
- Head Games (1979)
- 4 (1981)
- Agent Provocateur (1984)
- Inside Information (1987)
- Mr. Moonlight (1994)

### Poor Heart
- 1988: Foreigner in a Strange Land
- 1993: The Best of the Early Years[42]

### Shadow King
- 1991: Shadow King

### Liberty & Justice
- 2004: Welcome to the Revolution

## Хронология групп Лу Грэмма
- Лу Грэмм — вокал (2003—настоящее время)
- Майкл Стартоу — соло-гитара (2012–2018)
- Скотт Гилман — ритм-гитара, саксофон, бэк-вокал (2016–2018)
- Джефф Джейкобс — клавишные (2017–2018)
- А. Д. Циммер — бас-гитара (2010—2018)
- Бен Грэмм[43] — ударные (2003–2016, 2018)

## Временная шкала
Шаблон:Список групп Лу Грэмма